# René Nyberg

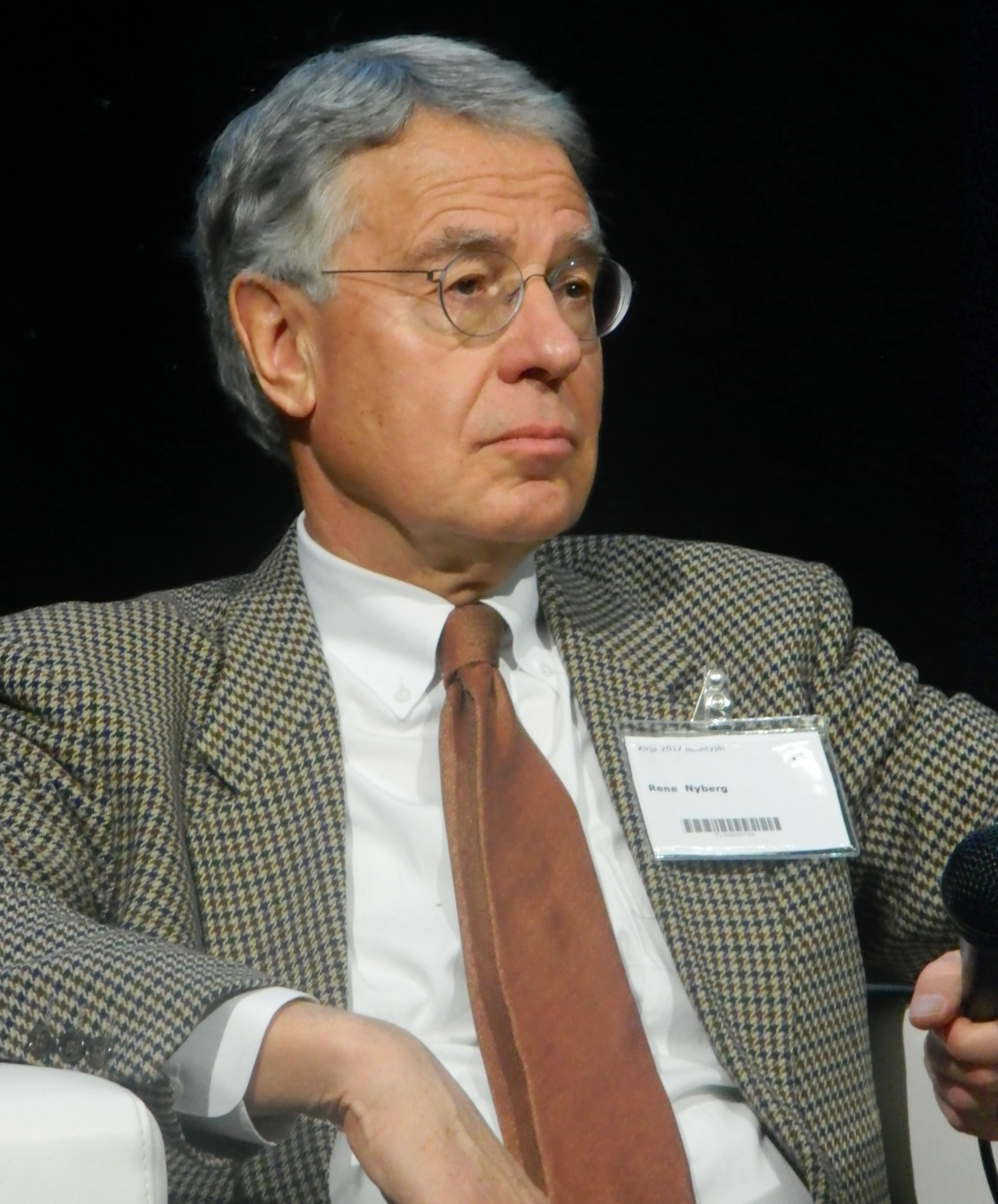
René Nyberg, 2017

Ernst René Anselm Nyberg (* 13. Februar 1946 in Helsinki) ist ein finnischer Diplomat.

## Leben
René Nyberg wuchs in einer mehrsprachigen Familie in Helsinki auf: Sein Vater sprach mit ihm Finnisch, seine Mutter Schwedisch. Untereinander sprachen die Eltern Schwedisch. Von der jüdischen Herkunft der Mutter erfuhr er erst als Teenager. Früh lernte er auch Deutsch, weil er die Deutsche Schule Helsinki besuchte und dort 1965 sowohl das finnische Abitur als auch die deutsche Reifeprüfung ablegte. Sein Studium der Politikwissenschaft an der Universität Helsinki schloss er mit einem Master ab.
Nyberg nahm dann eine Stelle im finnischen Bildungsministerium an und wechselte im Herbst 1971 in das Außenministerium. Er lernte Russisch und beschäftigte sich inhaltlich mit der Sowjetunion. 1971 und 1972 hielt er sich zeitweise zu Sprachstudien in Leningrad auf. Von 1973 bis 1975 arbeitete er an der finnischen Botschaft in Moskau und von 1976 bis 1977 am finnischen Generalkonsulat in Leningrad. Anschließend war er bis 1979 stellvertretender Sekretär der finnisch-sowjetischen Wirtschaftskommission. Er kehrte dann in das Außenministerium zurück und arbeitete in der politischen Abteilung. Er war mit der nordischen Sicherheitspolitik befasst. Während eines Sabbaticals an der Cornell University stellte er ein Buch zu diesem Thema fertig, das er im Jahr 1984 veröffentlichte. Nyberg wurde dann Leiter der Abteilung für Sicherheitspolitik des Außenministeriums. In dieser Funktion setzte er sich für die Aufhebung der Einschränkung der finnischen Souveränität ein, die sich im Ergebnis der Pariser Friedenskonferenz 1946 ergeben hatten. Im Herbst 1990, während des Zerfalls der Sowjetunion, erklärte Finnland einseitig das Ende der Einschränkungen für die finnischen Streitkräfte.
Nyberg war zeitweise Botschafter Finnlands in Österreich. Von 1992 bis 1995 war er Leiter der finnischen KSZE-Delegation. 2000 bis 2004 war er Botschafter in Russland und 2004 bis 2008 in Deutschland. 2008 verließ er den diplomatischen Dienst und leitete bis 2013 das Ostbüro der finnischen Industrie, das Interessen der finnischen Industrie in Russland vertritt.
Nyberg ist verheiratet und Vater dreier Töchter. Er ist Major der Reserve der finnischen Streitkräfte.

## Der letzte Zug nach Moskau
Nybergs Buch Der letzte Zug nach Moskau (2019, im schwedischsprachigen Original Sista tåget till Moskva 2015) handelt von seiner jüdischen Mutter und deren jüdischer Cousine, die beide in Riga lebten. Der Cousine und ihrem Mann gelang die Flucht vor den Pogromen nach Moskau, aber später landen sie in Alma-Ata. Nach dem Krieg kehren sie nach Riga zurück. Das Buch schildert Nybergs jüdische Familie während des Krieges, eingebettet in einen Überblick über das Judentum in Osteuropa. Auch die eigene Kindheit des Autors im Helsinki der 1950er und 1960er Jahre wird geschildert.

## Werke
- Viimeinen juna Moskovaan, 2015
  - Der letzte Zug nach Moskau, dtv 2019, ISBN 978-3423281737[2]
- mit Jaakko Iloniemi und Petri Hakkarainen: Trump, Putin, Merkel ja Suomi, 2017, ISBN 9789511314097